# 前進黨 (美國)
前进党（英語：Foward Party，縮寫FWD）是一个政治行动委员会（PAC），旨在在美国组建一个新的中间派政党。前进党在州一级拥有一个政党附属机构，尋求2025年在所有50个州完成政黨登記和取得參選資格、2028年獲得聯邦政府的承認。
它由2020年总统及2021年纽约市市长的民主党初選候选人楊安澤创立，将其目标描述为减少党派两极分化和实施选举改革。前进党于2021年10月5日正式成立为政治行动委员会。它打算寻求联邦选举委员会作为政党的承认，以实现为現時美国两大政党以外提供另類選擇的既定目标。隶属于该组织的候选人将暂时仍是美国两个主要政党的成员，或是独立候选人。
2022年7月27日，该党宣布与服務美國運動和復興美國運動合并，组成新的第三方政黨，名为「前进」（Forward）。

## 主張
- 重振公平、繁榮的經濟
- 不傾左、不偏右、往前進
- 推動「排序複選制」、「開放式初選」

## 外部連結

### 官方
- 美國前進黨全國委員會 （页面存档备份，存于）
- 前進黨的Facebook專頁
- 前進黨的X（前Twitter）
- YouTube上的前進黨頻道